# Семья Локшин
А́рнольд и Ло́рен Ло́кшины (англ. Arnold and Lauren Lockshin) — семья американских партийных функционеров Компартии США, получивших политическое убежище в СССР.

## Происхождение и биография
Дед Локшина по отцовской линии сбежал вместе с семьёй из Советской России, спасаясь от преследований евреев, и обосновался в Калифорнии.
Арнольд Лейбович (Львович) Локшин родился в 1939 году в Сан-Франциско, владел русским языком, поскольку дома иногда общались по-русски. В 1960 году окончил Калифорнийский университет в Беркли, жил в Ричмонде, затем стал аспирантом Висконсинского университета в Мадисоне. Магистр биохимии (1963), доктор (1965). Был научным сотрудником и преподавателем Гарвардского университета в области биохимии. Участник движения новых левых, в декабре 1960 в качестве аспиранта Висконсинского университета побывал в составе американской студенческой делегации на Кубе. Стал членом Компартии США, был парторганизатором в Кентоне, штат Огайо, с 1972 в Лос-Анджелесе, работал в местном университете, возглавлял местный окружком КП США по Южной Калифорнии. По воспоминаниям Дороти Хили с однопартийцами даже намного старше и опытнее себя Локшин вёл себя надменно, так, «будто история партии началась с момента его вступления туда», других парторганизаторов активно подсиживал, писал на них доносы в партком и собирал на них политический компромат для последующего рассмотрения на партсобраниях, желательно заочно, без присутствия там самих скомпрометированных им, с целью исключить их из партии. По словам Хили запомнился он только благодаря этому, а также своему отъезду в СССР накануне саммита в Рейкьявике. В 1960-х гг. возглавлял ряд молодёжных НПО выраженной антиправительственной направленности, в частности «Форум современных дел», «Клуб социалистов» и «Комитет по прекращению войны во Вьетнаме», финансировал (за счёт этих НПО на деньги, как полагают официальные источники, поступавшие из-за рубежа) и организовывал в университетских кампусах различные студенческие антиправительственные мероприятия и акции неповиновения, заявлял [в адрес президента США], что „Мы не будем участвовать в твоей грязной, фашисткой войне. Сам иди воюй“, активно агитировал против вторжения США в Санто-Доминго, его именем были подписаны почти все приходящие в колонку редактора журнала «Тайм» письма и обращения на тему несогласия с политикой правительства, и т. п.. За год до отъезда в СССР, его сестра пожаловалось их отцу Льву (Лейбу) Локшину, что «с Арнольдом что-то совершенно не так». Сам же Лев Локшин заявил о своём сыне, что у того  «по всей видимости, психическое расстройство». В 1985 году Локшин-старший беспрепятственно выезжал в СССР на три недели, но, по его словам, ему там не понравилось.
Лорен Локшин родилась в 1945 году в Нью-Арке, в 1967 окончила университет в Майами, бакалавр американской культуры. Также участвовала в движении новых левых и в антивоенном движении. Училась в аспирантуре Калифорнийского университета в Хейуорде. В 1969 вышла замуж за Арнольда. Как председатель Лиги освобождения молодых рабочих Огайо в 1970 году была участником 16 съезда ВЛКСМ в СССР. Вместе с женой Локшин баллотировался в местные органы власти в Кливленде, но неудачно. Будучи назначен председателем регионального комитета КП США по Новой Англии, переехал с женой в штат Массачусетс, возглавлял там «Комитет за упразднение Комиссии по расследованию неамериканской деятельности» и вёл другую антиправительственную работу. Позже Локшины переехали в Хьюстон, штат Техас.

## Переезд и жизнь в СССР и РФ
В августе 1986 года Арнольд Локшин был уволен из лаборатории онкологических исследований больницы св. Иосифа в Хьюстоне, где работал с 1980 года. После этого семья Локшиных обратилась в советское консульство и попросила политического убежища в СССР, ссылаясь на преследования ФБР. Руководство СССР в октябре 1986 удовлетворило их просьбу и предоставило им жилище и работу. В Москве Локшин встретился с Громыко и получил квартиру. В русскоязычной прессе можно встретить заголовки в духе бульварной прессы о том, что «Семья Локшиных сбежала из США», в действительности же это был беспрепятственный выезд за рубеж. Арнольд и его супруга Лорен дали в Москве пресс-конференцию, обвиняющую американские спецслужбы, и описали способы борьбы с инакомыслящими в США. Во время эмиграции у пары было трое детей: дочь Дженнифер (род. 1971), а также сыновья Джеффри (род. 1975) и Майкл (Михаил) (род. 1981).
В 1989 году вышла книга Локшиных: «Безмолвный террор: История политического преследования семьи в Соединённых Штатах».
В 1992 году указом президента России Бориса Ельцина Арнольд Локшин приобрёл гражданство России.
До конца 1990-х годов доктор биологических наук Арнольд Локшин работал в лаборатории Института экспериментальной диагностики и терапии опухолей онкологического научного центра имени Н. Н. Блохина.
В 2013 году он выступал в защиту Эдварда Сноудена.
В июле 2013 года принимал участие в программе Игоря Виттеля «Виттель. Обозреватель» на телеканале РБК-ТВ.
По состоянию на 2017 год, Арнольд Локшин проживал один в Москве, где получал российскую пенсию. С супругой и детьми связи не поддерживал, так как разошёлся в идеологических взглядах. Дочь Дженнифер преподавала английский язык в Высшей школе экономики. Сын Джеффри долгое время был заместителем директора Международного института экономики и финансов, где также преподавал математические дисциплины. Затем он переехал в Казахстан, где сначала преподавал в Назарбаев Университете, а потом готовил школьников к поступлению в иностранные вузы.
Сын Майкл (Михаил) стал режиссёром. Ещё во время учёбы в университете снимал рекламу и музыкальные клипы, а в 2020 году срежиссировал первый полнометражный фильм — «Серебряные коньки». В том же году он начал работу над экранизацией романа Булгакова «Мастер и Маргарита». Сам Михаил руководил съёмками фильма до осени 2021 года, после чего реэмигрировал в США. В 2022 году публично осудил вторжение России на Украину. Выход его фильма в январе 2024 года в России вызвал скандал в провоенной среде.